# Thomas Rymer
Thomas Rymer (omtrent 1643—14. december 1713) var en engelsk forfatter.
Rymer studerede i Cambridge, kom derefter til London og blev advokat. Han optrådte først som skønlitterær forfatter med nogle oversættelser fra Ovid og et drama, Edgar. Derefter kastede han sig over kritikken, og i to hvasse skrifter: The Tragedies of the Last Age (1678) og A Short View of Tragedy (1693) nedsablede han fuldstændig den Shakespeareske tragedie og fordømte alt, hvad der ikke stemte med de franske kritikeres regler. 1692 blev han kongelig historiograf, og det blev ham overdraget at udgive Englands traktater med fremmede magter, af hvilket værk han nåede at udgive 15 bind, hvorefter det blev fortsat af Robert Sanderson. Dette store værk er siden udgivet flere gange, blandt andet 1816—69. Rymer efterlod sig et uhyre materiale til en ny udgave af værket (59 foliobind, som opbevares i British Museum).